# كيث بارنهارت
كيث بارنهارت (بالإنجليزية: Keith Barnhart)‏ هو ملحن أمريكي، ولد في 6 أكتوبر 1962.